# إدوارد إس هولدن
إدوارد إس هولدن (بالإنجليزية: Edward S. Holden) (و. 1846 – 1914 م) هو عالم فلك، وأمين مكتبة، وأستاذ جامعي من الولايات المتحدة الأمريكية . ولد في سانت لويس، ميزوري . وكان عضواً في الأكاديمية الوطنية للعلوم، والأكاديمية الأمريكية للفنون والعلوم .
توفي عن عمر يناهز 68 عاماً.

## التعليم
تعلم في جامعة واشنطن في سانت لويس، والأكاديمية العسكرية الأمريكية

## مناصب وهيئات
أدار جامعة كاليفورنيا، وجامعة ويسكونسن-ماديسون، والأكاديمية العسكرية الأمريكية.